# Thalkirche (Sonnenberg)

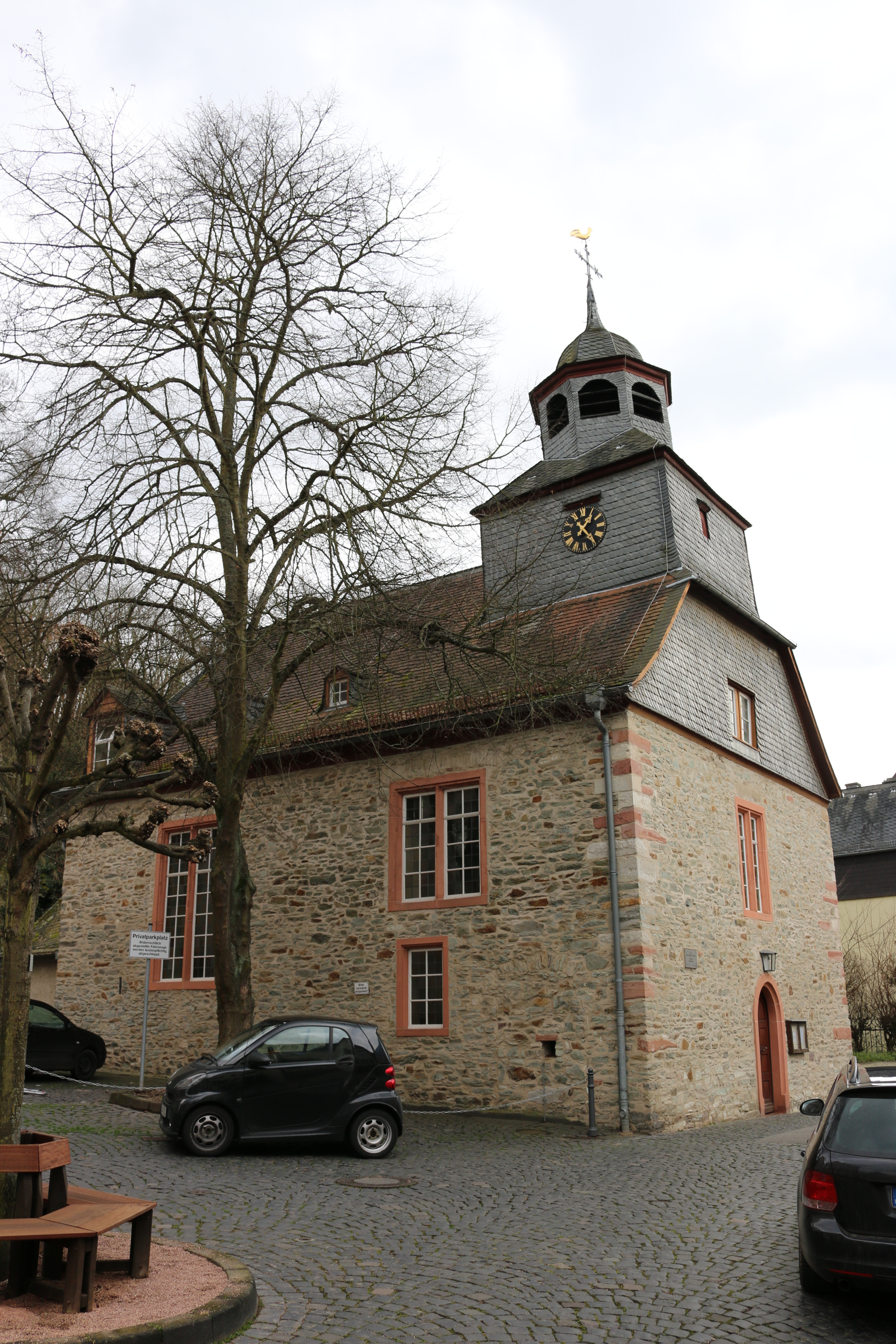
Thalkirche (Sonnenberg)

Die Evangelische Thalkirche ist ein denkmalgeschütztes Kirchengebäude, das in Sonnenberg steht, einem Ortsbezirk der Landeshauptstadt Wiesbaden (Hessen). Die Kirchengemeinde gehört zum Dekanat Wiesbaden in der Propstei Rhein-Main in der Evangelischen Kirche in Hessen und Nassau.

## Beschreibung
1429 stiftete der Kastellan der Burg Sonnenberg eine Kapelle, die ab 1529 für die Einwohner von Sonnenberg geöffnet wurde. Die Kapelle war bereits 1535 zu klein, sie wurde daher zu einer Saalkirche aus Bruchsteinen im Umfang des heutigen Grundrisses, jedoch ohne Chor erweitert. Der Glockenstuhl im Dachreiter nimmt eine kleine Kirchenglocke auf. Wegen der gewachsenen Bevölkerung wurden 1733 umlaufende Emporen eingebaut. Sie verdunkeln jedoch den Innenraum, sodass größere Fenster eingebrochen wurden. 1766 erhielt die Kirche drei neue Glocken. Die Orgel mit zehn Registern auf einem Manual und Pedal wurde 1883 von Gustav Raßmann gebaut und 2000 von der Werner Bosch Orgelbau restauriert. Mit dem Einbau der Orgel erhielt die Kanzel ihren heutigen Platz in der Mitte über dem Altar.